# Brauerei Puntigam
Die Brauerei Puntigam in Graz ist eine der ältesten Großbrauereien der Steiermark. Sie befindet sich im 17. Grazer Stadtbezirk Puntigam und ist Teil der Brau Union Österreich AG, die seit 2003 zum Konzern Heineken gehört.

## Geschichte

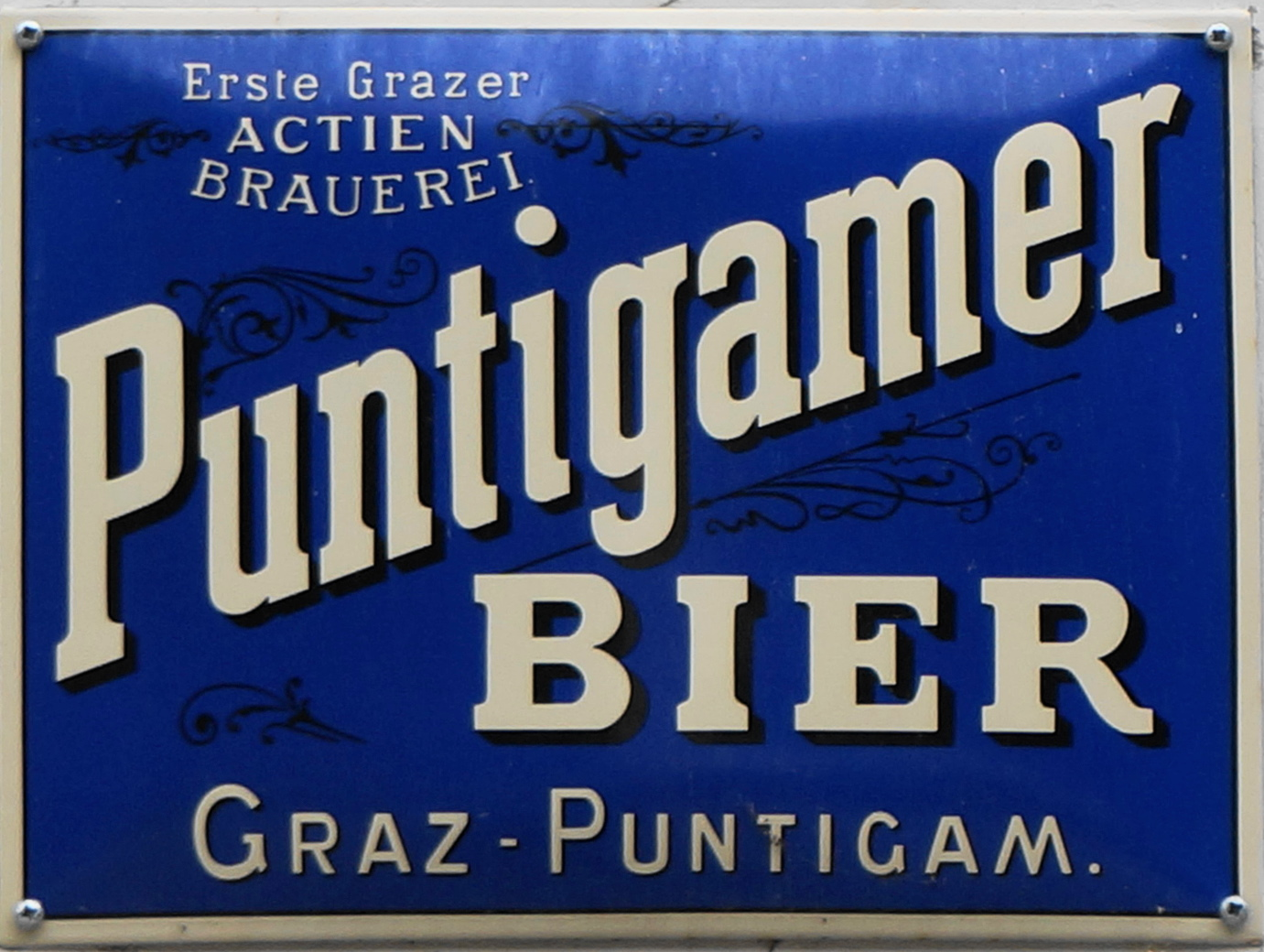
Werbeschild Puntigamer Bier

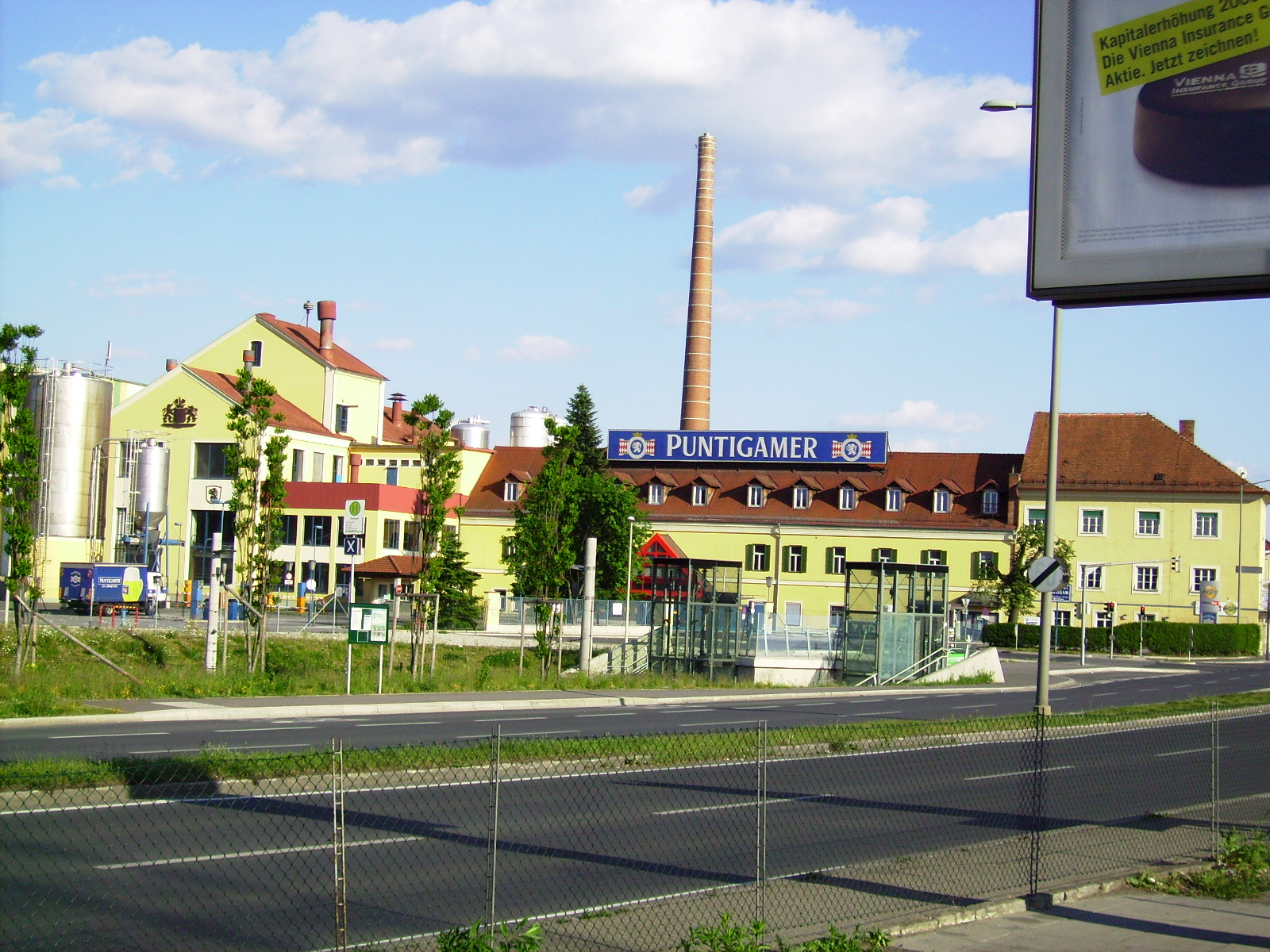
Die Brauerei Puntigam

Historische Darstellung der Brauerei

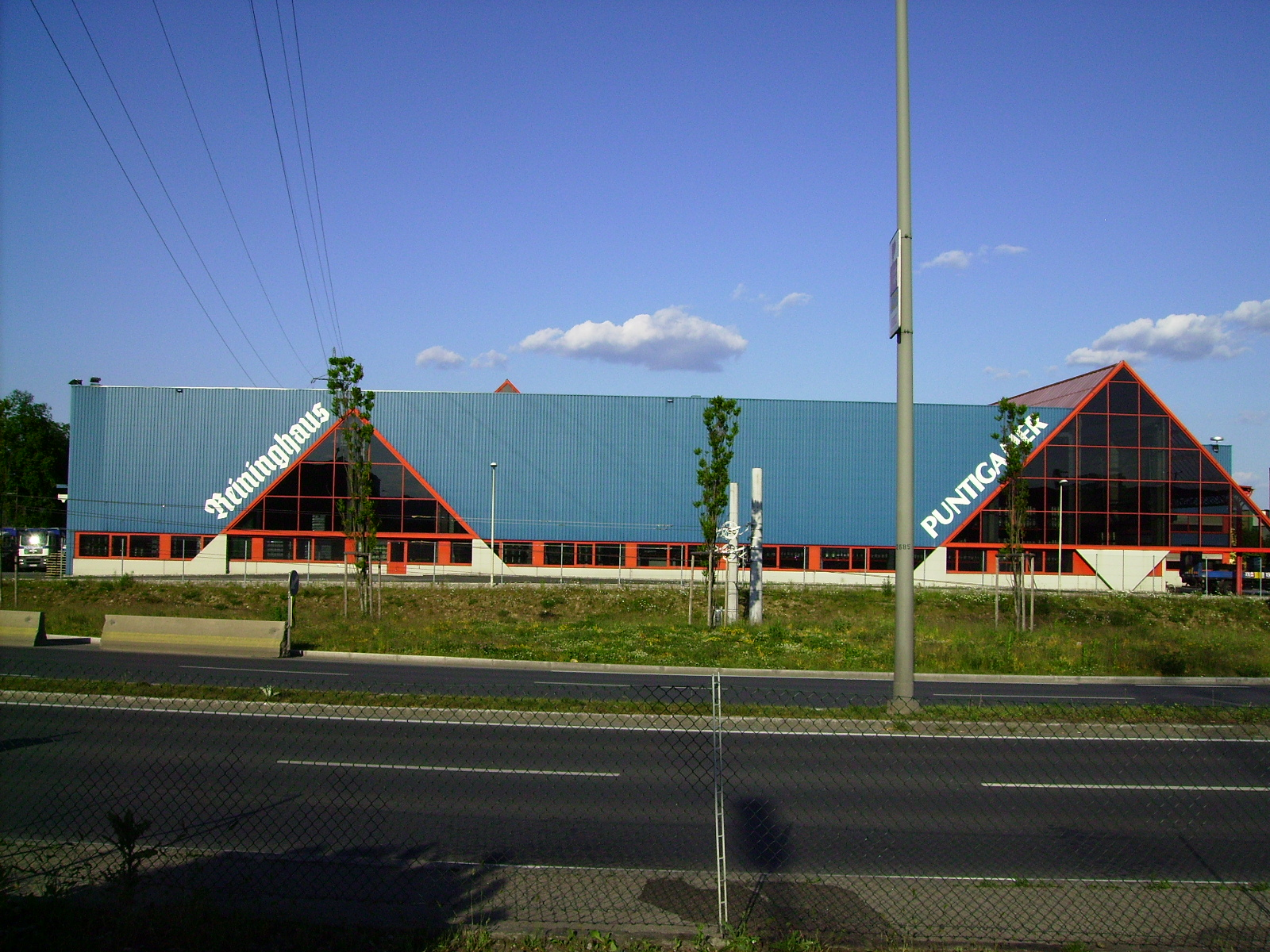
Die Abfüllhalle der Brauerei

Bereits 1478 entstand im Grazer Süden in der Nähe von Feldkirchen bei Graz eine erste Brauerei. Der Name Puntigam war ursprünglich kein Orts-, sondern ein Familienname. An der ehemaligen „Kommerzialstraße“ (heutige Triesterstraße) gelegen, die nach Triest führte, lag ein Herrenhaus mit angeschlossenem Gasthaus samt kleiner Brauerei und Gastgarten. Der Bau ist im Jahr 1772 datiert, wie eine Inschrift in einem Torbogen sagt. Von den zahlreichen kleinen Brauereien, die ab dem 15. Jahrhundert in Graz entstanden, konnten sich nur wenige auf Dauer behaupten, so etwa die Brauerei Puntigam.
1838 wurde die Brauerei offiziell vom Grazer Franz Knabl († 3. März 1840) auf dem Gelände des Puntigamhofes gegründet. Der Unternehmer Franz Hold erwarb 1840 die Brauerei von der Familie Knabl und begann mit dem systematischen Ausbau und einer Modernisierung der Anlage, die sich seitdem zu einer großen industriellen Brauerei entwickelte. Bereits 1872 wurden zirka 100.000 hl Bier produziert. Im Jahr 1874 kam es zur Gründung der Betriebsfeuerwehr der Brauerei Puntigam.
1889 übernahm die Familie Schreiner die Brauerei. Der Firmenname wurde in „Erste Grazer Actienbrauerei vormals Schreiner & Söhne“ geändert. Zehn Jahre später beschäftigte die Brauerei rund 400 Mitarbeiter, die jährliche Bierproduktion konnte bis 1913 auf das Rekordniveau von 380.000 hl gesteigert werden.
1902 wurde das Flusskraftwerk Lebring in der heutigen Gemeinde Lebring-Sankt Margarethen errichtet und eine sehr frühe Fernleitung mit Hochspannung bis zum Transformator in Graz (das denkmalgeschützte Gebäude steht südlich der Puntigamerstraße), auch um die Brauerei mit Kraftstrom zu versorgen.
Die Brauerei Puntigam exportierte ihre Produkte in das gesamte Gebiet der österreichisch-ungarischen Monarchie und übernahm die Grazer Brauerei Japl sowie Brauereien in Fürstenfeld, Mürzzuschlag und Feldbach. Des Weiteren hielt sie Beteiligungen an der Laibacher Brauerei-Aktiengesellschaft „Union“ und den „Vereinigten Kärntner Brauereien A.G.“ in Villach.
Nach dem Ersten Weltkrieg und dem damit verbundenen Verlust des großen Absatzgebietes wegen der Teilung der ehemaligen Monarchie schrumpfte das Ausstoßvolumen auf ein Zehntel des vor dem Krieg erreichten Höchstwertes. Nach der Wirtschaftskrise im Jahr 1935 kam es zu einer Annäherung an die Brauerei Reininghaus, der zweiten großen Brauerei in Graz, welche (um den drohenden Konkurs zu verhindern) gemeinsam mit Göss die Aktienmehrheit übernimmt. Eine mögliche Fusion wird von Peter Reininghaus vorerst jedoch abgelehnt.
Nach Bombentreffern im Zweiten Weltkrieg wurde das Betriebsgelände von Reininghaus völlig und jenes in Puntigam teilweise zerstört. 1943 erfolgte die Fusion mit den Brüdern Reininghaus, deren eigener Standort in Eggenberg 1947 stillgelegt wurde. Gleichzeitig wurde die gesamte Bierproduktion nach Puntigam verlegt, beide Marken blieben erhalten.
Im Jahr 1977 gründeten die „Brüder Reininghaus Brauerei Aktiengesellschaft“ und die „Verbund Brauerei Aktiengesellschaft“ (Puntigamer) die „Steirerbrau AG“. 1997 bildeten die „Steirerbrau AG“ und die „Brau AG“ die Brau Union durch Fusionierung. Die Marken Puntigamer und Reininghaus blieben jedoch erhalten, auch nachdem 2003 die Brau Union vom niederländischen Brauereikonzern Heineken übernommen wurde.

### Aktuelle Entwicklung
Der aktuelle jährliche Bierausstoß liegt bei rund einer Million Hektoliter. Dadurch ist Puntigamer das meistverkaufte Bier Österreichs.
Im April 2011 wurde von der Brau Union (Hauptmarken: Gösser, Puntigamer, Zipfer) eine 1,5-Liter-„MAXI“-Bier-PET-Flasche (braun, Einweg, pfandfrei, Schraubverschluss, wiederverschließbar) – völlig neu für Bier aus Österreich – eingeführt. Die Brau Union erhoffte sich 0,5 % Umsatzanteil schon 2011 und längerfristig 2 %. Diese Flasche, sie war vorläufig in Tschechien abgefüllt worden, konnte sich in Österreich nicht etablieren.
Puntigamer wurde auch in 4-Liter-GFK-Fässer (Mehrweg, Pfand, innen mit Einweg-Blase) für die Heimzapfanlage BeerTender gefüllt. Die Anlage mit Peltier-Kühlement und 230-Volt-Netzanschluss wurde 2005 von Brau Union entwickelt und von Krups hergestellt. Im August 2018 wurde BeerTender samt Abfüllung der Fässer eingestellt. 2018 führte die Heineken-Gruppe für das 2-Liter-PET-Einweggebinde TORP (später ebenfalls SUB) die Zapfanlage The SUB ein. Ebenfalls werden die 8-Liter-Einweg-PET-Fässer „The Blade“ mit Blase für eine auf einen Tisch zu stellende Bierzapfanlage gefüllt.
Der Werbe-Jingle „Miteinander lustig samma, mia und unsa Puntigamer“ wird mehrfach in Wolf Haas’ Roman Das ewige Leben erwähnt und abgewandelt.
Am 2. Mai 2022 begann der Gerichtsprozess gegen 24 Angeklagte wegen – laut Anklage – jahrelang (2009–2017) organisierten Diebstahls von Bier im Wert von 1,7 Mio. Euro als fingierte Bruchware und damit einhergehend Hinterziehung der Biersteuer.

## Produktpalette

Kapsel eines normalen Märzenbieres

0,33l Flasche Märzenbier

Die Brauerei stellt verschiedene Biere und Radler unter den Marken Puntigamer und Reininghaus her.

## Sponsoring
Puntigamer ist seit 1996 Hauptsponsor des Grazer Fußballvereins SK Sturm. Weiters unterstützt die Brauerei die Fußballklubs Austria Wien und den Wolfsberger AC sowie den österreichischen Eishockeyverein Graz 99ers.